# Acanthodica drucei
Acanthodica drucei là một loài bướm đêm thuộc họ Noctuidae. Loài này có ở Ecuador.